# Gianni Goldoni
Gianni Goldoni (Modena, 17 giugno 1936 – Modena, 22 settembre 2022) è stato un calciatore italiano, di ruolo centrocampista.

## Caratteristiche tecniche
Giocava prevalentemente come mediano sinistro.

## Carriera

### Club
Goldoni, nativo di Modena, entrò nel club giallo-blu nella stagione 1955-1956, in cui il Modena era in Serie B. Dopo 5 campionati in seconda serie nazionale, Goldoni seguì il Modena in Serie C, dopo la retrocessione della squadra al termine della Serie B 1959-1960. Vinto il girone A della Serie C 1960-1961, il Modena fu promosso in Serie A nel 1961-1962: Goldoni fu titolare nella Serie A 1962-1963, giocando 26 partite con 3 gol. Debuttò in massima serie il 16 settembre 1962 contro la Fiorentina. Il 14 ottobre dello stesso anno segnò il primo gol in A, realizzando l'unica marcatura modenese nella sconfitta per 7-1 contro il Bologna. Nella Serie A 1963-1964 fu schierato in 21 occasioni. Tornato in Serie B al termine della stagione, Goldoni rimase nel Modena fino all'annata 1966-1967, passata anch'essa in Serie B. Conta 180 presenze nel Modena, di cui 47 (con 3 reti) in Serie A.
Gianni Goldoni è morto il 22 settembre a Modena all'età di 86 anni.

## Palmarès

### Club

#### Competizioni nazionali
- Serie C: 1

Modena: Girone A 1960-1961